# Antas do Monte da Ordem

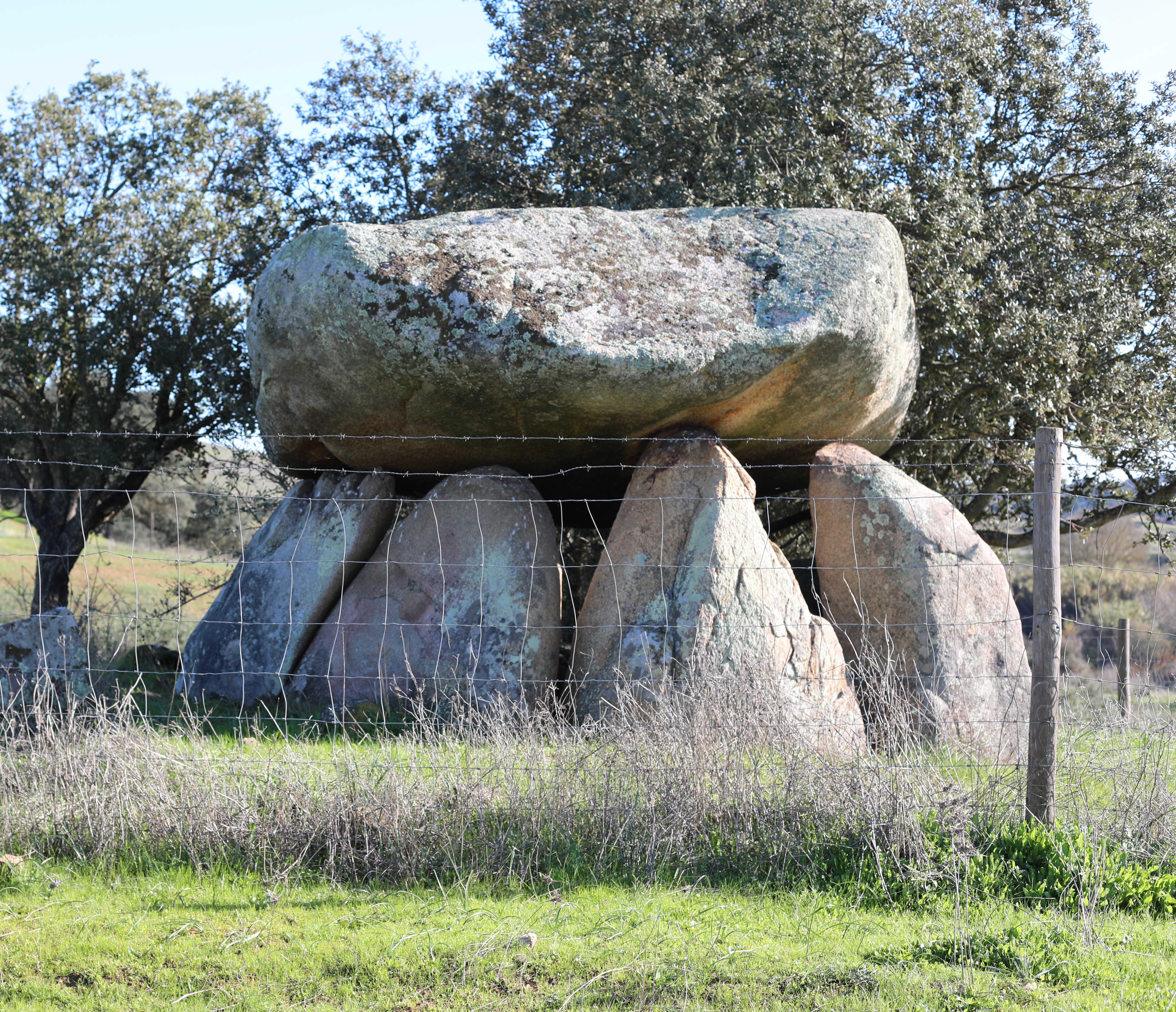
Antas da Ordem - Monte da Ordem, Avis, Portugal

As antas do Monte da Ordem são um conjunto megalítico composto por sete antas no Município de Avis.

## Descrição
O conjunto foi classificado como Monumento Nacional por Decreto de Junho de 1910. A anta Grande da Ordem foi escavada no final do século XIX (1989) por Manuel de Mattos Silva com o apoio de José Leite de Vasconcellos. Os materiais arqueológicos recolhidos no seu interior encontram-se no Museu Nacional de Arqueologia, tendo sido publicados por diversos investigadores.